# New York World
Il New York World è stato un quotidiano statunitense pubblicato tra il 1860 e il 1931.

## Storia
Nel 1862 fu acquistato da Marble Manton, che ne fu anche l'editore fino al 1876 quando, in seguito a problemi finanziari e allo scarso seguito da parte del pubblico, fu costretto alla vendita della testata. Nel 1864 il quotidiano venne chiuso per tre giorni in seguito alla pubblicazione di documenti riservati del presidente Abramo Lincoln.
Fino al 1883 il quotidiano non riscosse un particolare successo. In quell'anno venne acquistato per 346.000 dollari dal giornalista di origine ungherese Joseph Pulitzer, che adottò subito un'impostazione molto più aggressiva e moderna. Una donna, Nellie Bly, divenne uno dei primi giornalisti investigativi, inventando le inchieste sotto copertura. Nel 1884 fu una delle poche giornaliste che intervistò Belva Ann Lockwood, la prima donna candidata alle elezioni presidenziali.
Nel 1889, Joseph Pulitzer chiamò Julius Chambers a svolgere il ruolo di direttore editoriale, posizione che ricoprì fino al 1891. Nell'autunno dello stesso anno Nellie Bly decise di effettuare il viaggio descritto da Jules Verne nel Giro del mondo in 80 giorni, lanciando la scommessa che sarebbe stata più veloce. Pulitzer lanciò una lotteria mettendo in palio un premio a chi avesse indovinato il giorno esatto del suo ritorno in patria. Un milione di persone effettuarono scommesse. La Bly, partita il 14 novembre 1889, rimise piede a New York il 25 gennaio 1890, dopo soli 72 giorni. Dopo la sua impresa divenne una celebrità.
Nel 1896, il World iniziò a usare la stampa in quadricromia e fu il primo quotidiano a pubblicare un supplemento a colori, che conteneva il fumetto Hogan's Alley con protagonista Yellow Kid. Ingaggiò inoltre una guerra di tirature con il New York Journal-American di William Randolph Hearst.
All'epoca il World fu pesantemente criticato per il suo "sensazionalismo" e l'agguerrita concorrenza con il Journal-American di Hearst fece nascere l'espressione stampa scandalistica, tanto che gran parte dell'opinione pubblica arrivò a ritenere entrambi i giornali poco più che fogli di pettegolezzo pesante. Va tenuto però presente che le critiche di sensazionalismo venivano per di più dagli ambienti di stampa più tradizionali, che non vedevano di buon occhio il corteggiamento di Pulitzer nei confronti soprattutto degli immigrati. Infatti il World, oltre a un gran numero di episodi di criminalità, pubblicava anche inchieste molto pesanti sugli abusi e le speculazioni negli affitti delle case. Quando un'ondata di calore nel 1883 provocò la morte di un numero considerevole di bambini, l'indignazione suscitata dai resoconti del World con titoli quali "Lunghe file di piccoli carri funebri" spinse ad azioni legislative di riforma e di regolamentazione degli affitti. Hearst riprese l'approccio di Pulitzer prima sul San Francisco Examiner e poi anche sul Journal-American.